# Dyan Webber
Dyan Webber (née le 9 avril 1966) est une athlète américaine, spécialiste des épreuves de sprint.

## Biographie
Elle remporte la médaille d'argent du relais 4 × 400 mètres lors des Championnats du monde en salle 1993, à Toronto, aux côtés de Trevaia Williams, Terri Dendy et Natasha Kaiser-Brown.

### Palmarès
| Date | Compétition                    | Lieu    | Résultat | Épreuve   |
| ---- | ------------------------------ | ------- | -------- | --------- |
| 1993 | Championnats du monde en salle | Toronto | 2e       | 4 × 400 m |

### Records
| Épreuve | Performance | Lieu      | Date              |
| ------- | ----------- | --------- | ----------------- |
| 200 m   | 23 s 60     | La Havane | 24 septembre 1992 |